# س. مایر (دهانه)
س. مایر یک دهانه برخوردی در ماه است.